# ندى الباهي
 ندى الباهي  (ولدت في غرّة جانفي 1992 ) هي من أبرز لاعبي القوى التونسين في الألعاب البارالمبية الصيفية 2012. حيث فازت بميدالية ذهبية في سباق 400 متر، ميدالية برونزية في سباق 100 متر اختصاص T37. في بطولة العالم للألعاب البارالمبية 2013 في ليون، فازت ندى بميدالية فضية في سباق 400 متر في نفس الاختصاص.

## الألعاب البارالمبية
- ميدالية برونزية 100 م T37 في لندن البريطانية 2012
- ميدالية ذهبية 400 م T37 في لندن البريطانية 2012

## مواضيع ذات علاقة
- تونس في الألعاب البارالمبية الصيفية 2012
- تونس في الألعاب البارالمبية

## روابط خارجية
- ندى الباهي على موقع Paralympic.org (الإنجليزية)
- ندى الباهي على موقع IPC.InfostradaSports.com (مؤرشف) (الإنجليزية)